# 齒葉平蘚
齒葉平蘚（学名：Neckera crenulata）为平蘚科平蘚屬下的一个种。

## 扩展阅读
- 維基物種上的相關：齒葉平蘚